# 南オセチア共和国大統領
南オセチア共和国大統領（みなみオセチアきょうわこくだいとうりょう、オセット語: Хуссар Ирыстоны президент）は、南オセチア共和国の元首たる大統領である。

## 権限
南オセチア共和国憲法第50条に規定している。
1. 国内外政策の総合指導を実施する。
2. 執行権力機関を指導し、南オセチア共和国政府閣議において議長を務めることができる。
3. 南オセチア共和国政府の機構を承認する。
4. 南オセチア共和国議会の同意により南オセチア共和国政府議長を任免し、南オセチア共和国議会に通知する。
5. 提示した南オセチア共和国政府議長候補を南オセチア共和国議会が3回否決した場合、その命令により提示した南オセチア共和国政府議長を任命する。この際、同一候補は、2回以下提示する。
6. 南オセチア共和国政府閣僚及び共和国執行機関の指導者を任免する。
7. しかるべき代議員会議との合意により、市及び地区行政府の長を任免する。
8. 南オセチア共和国大統領府及び南オセチア共和国政府官房を設置、編成、再編する。
9. 南オセチア共和国政府の構成に入らない共和国執行機関を設置、廃止及び再編する。
10. 自らの発議により、南オセチア共和国政府の辞職に関する決定を採択するか又はそのいかなる閣僚も解任する権利を有する。
11. 南オセチア共和国議会選挙を公示する。
12. 南オセチア共和国憲法により規定された場合、南オセチア共和国議会を解散する権利を有する。
13. 南オセチア共和国の臨時及び特別会議の召集を要求する権利を有する。
14. 憲法法により定められた秩序において、国民投票を公示する。
15. 法律に署名し、公布する。
16. 立法発議権を有する。
17. 年次教書で国民及び南オセチア共和国議会に訴える。
18. 交渉を行い、南オセチア共和国の国家間及び国際条約及び協定に署名する。
19. 最高裁判所の所長、副所長及び裁判官、南オセチア共和国最高仲裁裁判所の所長、副所長及び裁判官、南オセチア共和国の市及び地区裁判所の所長及び裁判官の任命候補を南オセチア共和国議会に提示する。
20. 南オセチア共和国憲法裁判所の裁判官2人を任命する。南オセチア共和国議会の同意により、南オセチア共和国憲法裁判所の3人目の裁判官を任命する。
21. 任免のため、南オセチア共和国検事総長及び南オセチア共和国国家銀行総裁候補を南オセチア共和国議会に提示する。
22. 南オセチア共和国全権代表を任免する。
23. 南オセチア共和国憲法及び現行法令に抵触する場合、執行権力機関の規範その他の法令の効力を停止又は取り消す。
24. 南オセチア共和国年金財団総裁及び南オセチア共和国貯蓄銀行理事長を任命する。
25. 安全保障会議を編成及び指揮する。
26. 南オセチア共和国軍総司令官である。
27. 南オセチア共和国の軍事ドクトリンを承認する。
28. 南オセチア共和国軍の最高司令部を任免する。
29. 南オセチア共和国法により定められた秩序において、南オセチア共和国領土又はその個別地域に戒厳令又は非常事態を導入及び取り消し、このことに関して南オセチア共和国議会に直ちに連絡する。
30. 国家祝日及び祝日を制定する。
31. 国家勲章を授与し、名誉称号、階級を授与する。
32. 市民権問題を解決する。
33. 特赦を実施する。
34. 南オセチア共和国の国家経済、社会、文化及び民族的発展の概念を承認する。
35. 南オセチア共和国の憲法及び法律により規定されたその他の権限を有する。

## 選出・資格
南オセチア共和国憲法第48条に規定している。
国民の直接選挙で選出される。任期は5年で連続2期までとなっている。
被選挙権は、10年以上共和国領土に居住する35歳以上の共和国市民である。

## 元首の一覧
| 最高会議議長 (1990-1996) | 最高会議議長 (1990-1996)                                 | 最高会議議長 (1990-1996) | 最高会議議長 (1990-1996) | 最高会議議長 (1990-1996)    | 最高会議議長 (1990-1996)        | 最高会議議長 (1990-1996) | 最高会議議長 (1990-1996) |
| 代                       | 議長                                                     | 議長                     | 所属政党                 | 期                          | 在任期間                        | 在任期間                 | 備考                     |
| ------------------------ | -------------------------------------------------------- | ------------------------ | ------------------------ | --------------------------- | ------------------------------- | ------------------------ | ------------------------ |
| 001                      | トレス・クルンベゴフ Хъуылымбегты Торез Torez Kulumbegov |                          | 無所属                   | －                          | 1990年10月10日 - 1991年5月4日   | 206日                    | 任期満了前に辞任         |
| 002                      | ズナウル・ガシエフ Гасситы Знауыр Znaur Gassiev          |                          | 無所属                   | －                          | 1991年5月4日 - 1992年9月9日     | 1年 + 128日              | 任期満了前に辞任         |
| 003                      | トレス・クルンベゴフ Хъуылымбегты Торез Torez Kulumbegov |                          | 無所属                   | －                          | 1992年9月9日 - 1993年9月17日    | 1年 + 8日                |                          |
| 004                      | リュドヴィク・チビロフ Цыбырты Людвиг Lyudvig Chibirov   |                          | 無所属                   | －                          | 1993年9月17日 - 1996年11月27日  | 3年 + 71日               |                          |
| 大統領 (1996-現在)       |                                                          |                          |                          |                             |                                 |                          |                          |
| 代                       | 大統領                                                   | 大統領                   | 所属政党                 | 期                          | 在任期間                        | 在任期間                 | 備考                     |
| 001                      | リュドヴィク・チビロフ Цыбырты Людвиг Lyudvig Chibirov   |                          | 無所属                   | 1                           | 1996年11月27日 - 2001年12月18日 | 5年 + 21日               |                          |
| 002                      | エドゥアルド・ココイトゥイ Кокойты Эдуард Eduard Kokoyty |                          | 統一党                   | 2                           | 2001年12月18日 - 2006年12月     | 9年 + 357日              |                          |
| 002                      | エドゥアルド・ココイトゥイ Кокойты Эдуард Eduard Kokoyty | 3                        | 統一党                   | 2006年12月 - 2011年12月10日 |                                 | 9年 + 357日              |                          |
| 00－                     | ヴァディム・ブロフツェフ Вадим Бровцев Vadim Brovtsev    |                          | 統一党                   | －                          | 2011年12月11日 - 2012年4月19日  | 130日                    | 大統領代行 （首相）      |
| 003                      | レオニード・チビロフ Тыбылты Леонид Leonid Tibilov       |                          | 無所属                   | 4                           | 2012年4月19日 - 2017年4月21日   | 5年 + 2日                |                          |
| 004                      | アナトリー・ビビロフ Бибылты Анатолий Anatoly Bibilov    |                          | 統一オセチア             | 5                           | 2017年4月21日 - 2022年5月24日   | 5年 + 33日               |                          |
| 005                      | アラン・ガグロエフ Гаглойты Алан Alan Gagloev            |                          | ニカズ                   | 6                           | 2022年5月24日 - （現職）        | 2年 + 292日              |                          |

## 大統領選挙
- 第1回：1996年11月10日
- 第2回：2001年11月18日（決選投票：12月6日）
- 第3回：2006年11月12日
- 第4回：2011年11月13日（決選投票：11月27日）- 最高裁により無効とされた。
- 第5回：2012年3月25日（決選投票：4月8日）
- 第6回：2017年4月9日
- 第7回：2022年4月10日（決選投票：5月8日）